# Yannick Marchand
Yannick Marchand (ur. 9 lutego 2000 w Bazylei) – szwajcarski piłkarz występujący na pozycji pomocnika w szwajcarskim klubie FC Basel oraz w reprezentacji Szwajcarii U-21.

## Kariera klubowa

### FC Basel
W 2009 roku dołączył do akademii FC Basel. 19 kwietnia 2018 został przesunięty do pierwszego zespołu. Zadebiutował 15 maja 2019 w meczu Swiss Super League przeciwko FC Luzern (3:2). W sezonie 2018/19 jego zespół zajął drugie miejsce w tabeli zdobywając wicemistrzostwo Szwajcarii. 6 sierpnia 2020 zadebiutował w Lidze Europy w meczu przeciwko Eintrachtowi Frankfurt (1:0). Pierwszą bramkę zdobył 12 grudnia 2020 w meczu ligowym przeciwko FC Vaduz (0:2).

## Kariera reprezentacyjna

### Szwajcaria U-21
W 2020 roku otrzymał powołanie do reprezentacji Szwajcarii U-21. Zadebiutował 8 września 2020 w meczu eliminacji do Mistrzostw Europy U-21 2021 przeciwko reprezentacji Słowacji U-21 (1:2).

## Statystyki

### Klubowe
(aktualne na dzień 3 stycznia 2021)
| Klub               | Sezon              | Liga               | Liga  | Liga   | Puchar kraju | Puchar kraju | Europa | Europa | Suma  | Suma   |
| Klub               | Sezon              | Liga               | Mecze | Bramki | Mecze        | Bramki       | Mecze  | Bramki | Mecze | Bramki |
| ------------------ | ------------------ | ------------------ | ----- | ------ | ------------ | ------------ | ------ | ------ | ----- | ------ |
| FC Basel           | 2018/19            | Swiss Super League | 1     | 0      | 0            | 0            | 0      | 0      | 1     | 0      |
| FC Basel           | 2019/20            | Swiss Super League | 7     | 0      | 3            | 0            | 2      | 0      | 12    | 0      |
| FC Basel           | 2020/21            | Swiss Super League | 7     | 1      | 0            | 0            | 0      | 0      | 7     | 1      |
| FC Basel           | Ogólnie            | Ogólnie            | 15    | 1      | 3            | 0            | 2      | 0      | 20    | 1      |
| Ogólnie w karierze | Ogólnie w karierze | Ogólnie w karierze | 15    | 1      | 3            | 0            | 2      | 0      | 20    | 1      |

### Reprezentacyjne
(aktualne na dzień 3 stycznia 2021)
| Reprezentacja   | Rok     | Mecze | Bramki |
| --------------- | ------- | ----- | ------ |
| Szwajcaria U-21 |         |       |        |
| 2020            | 1       | 0     |        |
| Ogólnie         | Ogólnie | 1     | 0      |

| Mecze i gole w reprezentacji | Mecze i gole w reprezentacji | Mecze i gole w reprezentacji | Mecze i gole w reprezentacji | Mecze i gole w reprezentacji | Mecze i gole w reprezentacji | Mecze i gole w reprezentacji | Mecze i gole w reprezentacji |
| Lp.                          | Data                         | Miejsce                      | Gospodarz                    | Gość                         | Wynik                        | Gol                          | Rozgrywki                    |
| ---------------------------- | ---------------------------- | ---------------------------- | ---------------------------- | ---------------------------- | ---------------------------- | ---------------------------- | ---------------------------- |
| 1.                           | 08.09.2020                   | Nitra                        | Słowacja U-21                | Szwajcaria U-21              | 1:2                          |                              | el. ME U-21 2021             |

## Sukcesy

### FC Basel
- Wicemistrzostwo Szwajcarii (1×): 2018/19